# سوسانا كوفي
سوسانا كوفي (بالإنجليزية: Susanna Coffey)‏ هي رسامة أمريكية، ولدت في 1949 في نيو لندن في الولايات المتحدة.

## وصلات خارجية
- الموقع الرسمي